# Operacija Strijela (Rat na Kosovu)
Operacija Strijela (albanski: Shigjeta) bila je napadna operacija Oslobodilačke vojske Kosova koja je imala za cilj otvoriti koridor iz teritorija Albanije prema džepovima OVK na Kosovu koje su u okruženju držale snage jugoslavenskog MUP-a i Vojske Jugoslavije.

## Pozadina
1996. počeli su nemiri na Kosovu, koji su se ubrzo pretvorili u oružane incidente Oslobodilačke vojske Kosova. Jugoslavenske snage sigurnosti poslane su na Kosovo kako bi skršili otpor OVK-a, no njihove operacije često su završavale spaljivanjima sela etničkih Albanaca i masakrima nad stanovništvom. S druge strane granice, u susjednoj Albaniji, dogodila se u prvoj polovici 1997. pobuna protiv vlasti, zbog čega su opljačkana vojna skladišta. Rezultat toga bio je da se OVK relativno lako domogla većih količina lakog pješačkog naoružanja. Također, kosovski Albanci uspjeli su skrenuti pozornost međunarodne javnosti na svoju borbu pa je početkom 1999., nakon Pokolja u selu Račak koje su izvršile snage sigurnosti SRJ, NATO krenuo u Bombardiranje Savezne Republike Jugoslavije. Do proljeća 1999., jugoslavenske vojno-policijske operacije na Kosovu rezultirale su protjerivanjem većeg djela snaga OVK-a s Kosova, prema susjednoj Makedoniji i Albaniji, dok je na samom Kosovu ostalo nekoliko enklava pod kontrolom OVK-a, koje su nastavile pružati otpor jugoslavenskim snagama. Ostatak OVK-a počeo se konsolidirati na albansko-kosovskoj granici, gdje su u sela s albanske strane također pristizali valovi izbjeglica s Kosova.

## Napadne operacije OVK
Iako međunarodni izvori pišu da je Operacija Strijela, kojoj je bio cilj povezivanje snaga OVK u Albaniji s ostacima OVK na Kosovu, počela 26. svibnja 1999., prema tvrdnjama Hashima Thaçija, čini se da je prva faza operacije počela je već u travnju 1999. pokušajem proboja OVK preko jugoslavenske karaule Košare na planini Prokletija, prema selu Junik na Kosovu.

### Bitka na Košarama
Napadna operacija OVK počela je 9. travnja 1999. godine, kada je 138. brigada OVK uz topničku podršku iz Albanije istjerala pripadnike 53. granične bojne VJ s dominantnih vrhova Rasa e Koshares i Maja glava, čime su uspostavili kontrolu nad karaulom Košare koja se nalazila podno njih. Samim time napravili su i klin dubine nekoliko kilometara u jugoslavenskom teritoriju. Jugoslavenski graničari, kojima su u pojačanje stigli pripadnici 125. motorizirane brigade, povukli su se na rezervne položaje pa je linija fronta uskoro stabilizirana.
 Idućih tjedana, jugoslavenske snage u borbe su uvele pripadnike 72. specijalne i 63. padobranske brigade VJ, nakon čega su počeli pokretati protunapade. Njihova nastupanja ometali su zračni napadi NATO-a, koji su čini se, bili donekle koordinirani s operacijama OVK, ali ne i potpuno jer je 22. travnja NATO greškom bombardirao položaje OVK na Košarama. Pješačke borbe na ovom dijelu granice trajale su sve do povlačenja VJ s Kosova u lipnju 1999.
Dana 14. travnja 1999. jugoslavenske su pak, snage, ušle nekoliko kilometara u teritorij Albanije i spalile jedno selo, što su zabilježili i promatrači OSCE-a, nakon čega su se povukli nazad. Službeni Beograd je ovo negirao.

### Operacije na planini Paštrik
26. svibnja 1999. godine, OVK je pokrenula drugu napadnu operaciju četrdesetak kilometara jugoistočno u području planine Paštrik, za koju su osigurali snage jačine od 3-4 tisuća ljudi. Cilj operacije bio je ovladavanje komunikacijom Prizren-Peć, te osiguravanje opskrbe za dio OVK koji se nalazio na Kosovu. Dio tih snaga činili su i pripadnici albanske dijaspore koji su se priključili OVK. Jugoslavenske snage, koje su na tom području raspolagale s teškim naoružanjem (oklopom i topništvom) brzo su zaustavile napadna djelovanja OVK, nanijevši im teške gubitke, tako da OVK nije ostvarila glavne ciljeve operacije - ovladavanje komunikacijom Peć-Prizren, već je samo osvojila nekoliko sela u blizini Peći i dijelove teritorija sjeverozapadno od Prizrena. Upotreba, pak teškog naoružanja od strane Vojske Jugoslavije na tom dijelu ratišta privukla je pozornost NATO-a kojemu je bio olakšan posao identificiranja i uništavanja jugoslavenske tehnike i ljudstva.

## U popularnoj kulturi
- Dokumentarno-igrani film "Ratne priče sa Košara", autorice Slađane Zarić, u produkciji RTS-a i Vojnofilmskog centra Zastava film, prati događanja na tom djelu ratišta iz srbijanske perspektive.